# Nuclear War (jeu vidéo)
Pour les articles homonymes, voir Nuclear War.
Nuclear War est un jeu vidéo de stratégie au tour par tour sorti en 1989 sur Amiga. Le jeu a été développé par New World Computing et édité par U.S. Gold.
Nuclear War est le premier jeu de stratégie au tour par tour créé par le studio qui développera ensuite King’s Bounty, un des premiers jeux 4X, puis la série des Heroes of Might and Magic. Le jeu caricature la guerre froide et le potentiel de destruction des engins nucléaires et propose un gameplay inédit consistant uniquement à lancer plus de missiles que ses ennemis.

## Accueil
| Nuclear War           |      |       |
| Média                 | Nat. | Notes |
| Computer Gaming World | US   | 3.5/5 |
| Dragon Magazine       | US   | 4.5/5 |
| Joystick              | FR   | 96 %  |

À sa sortie, le jeu est plutôt bien accueilli par le magazine Computer Gaming World qui salue notamment ses graphismes, son gameplay et l'humour des ennemis contrôlés par l'ordinateur. 